# Sudesh Bhonsle

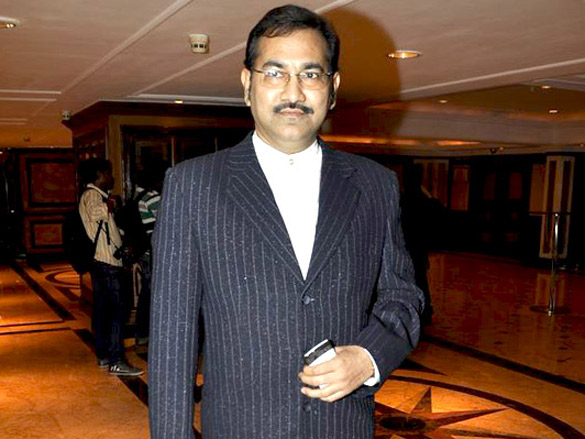
Sudesh Bhonsle en 2010.

Sudesh Bhonsle (nacido el 1 de julio de 1960, Maharastra) es un cantante de playback indio, que interpreta temas musicales principalmente para películas de Bollywood. No se sabe exactamente su nombre verdadero, ya que el cantante había nacido como N.R. Bhonsle y Sumantai Bhonsle. Bhonsle es conocido por su capacidad para imitar el actor Amitabh Bachchan, después de haber cantado para él varios temas musicales.

## Carrera
Sudesh Bhosle, es conocido también como el rey de las imitaciones. Con este trabajó consiguió su primera ruptura más importante en el canto de la música playback para la película "Zalzala" (1988). Utilizó una mímica para convertirse en un artista de doblaje profesional de varios artistas como Sanjeev Kumar y Anil Kapoor. Ha interpretado temas musicales para la película "Ghatothkach" en 2008. Ha interpretado muchas famosas canciones de Bollywood de Amitabh Bachchan como "Jumma chumma de de", de 1991 para una película titulada "Hum". Puede imitar a muchas estrellas de Bollywood como a Ashok Kumar (Dadamuni), Amitabh Bachchan, Vinod Khanna, Sanjeev Kumar y muchos más. Además que posee un gran talento de la modulación de la voz.

## Reconocimientos
Ha sido galardonado con el Premio "Madre Teresa Millennium", por su contribución a la música, en una ceremonia celebrada en Calcuta en 2008. 